# Osszián küldetése
Az Osszián küldetése (Ossian's Ride) Fred Hoyle angol csillagász regénye. Magyarul a Kozmosz Fantasztikus Könyvek sorozatban látott napvilágot 1969-ben.

## Történet
|  | Alább a cselekmény részletei következnek! |

1970-ben játszódik a mű Írországban. Írországban az Ír Ipari Társaság (ÍIT) közreműködésével egyedülálló technikai, gazdasági és tudományos teljesítmények születnek. Különböző nagyhatalmak ügynökök seregét küldik az országba, hogy kifürkésszék az ÍIT titkait. Sikertelenül. Az angol titkosszolgálat egy Sherwood nevű fiatal matematikust bíz meg azzal, hogy hatoljon be az Írországban lévő szigorúan őrzött területre, és próbálja megfejteni a különleges produkciók okát. Sherwoodnak azonban nem annyira szaktudásra, mint inkább ügyességre van szüksége ahhoz, hogy veszélyes kalandok egész sorozata után célhoz érjen.
|  | Itt a vége a cselekmény részletezésének! |

## Magyarul
- Osszián küldetése. Tudományos-fantasztikus regény; ford. Baranyi Gyula, életrajz, utószó Marx György; Kozmosz Könyvek, Bp., 1969 (Kozmosz fantasztikus könyvek)